# Claire Tallent
Claire Tallent (ur. 7 czerwca 1981 w Adelaide) – australijska lekkoatletka specjalizująca się w chodzie sportowym.
W 2004 roku zadebiutowała w pucharze świata w chodzie sportowym, a w 2007 była czternasta na uniwersjadzie. Reprezentowała Australię podczas igrzysk olimpijskich w Pekinie (2008) zajmując dwudziestą siódmą lokatę. Startowała na mistrzostwach świata w 2009 roku. Wywalczyła srebrny medal igrzysk Wspólnoty Narodów w Nowym Delhi w 2010.
Jej mężem jest australijski chodziarz Jared Tallent.
Rekordy życiowe w chodzie na 20 kilometrów: 1:28:53 (30 marca 2012, Taicang) i na 50 kilometrów: 4:09:33 (5 maja 2018, Taicang) rekord Australii i Oceanii.

## Osiągnięcia
| Rok  | Impreza                           | Miejsce    | Lokata      | Wynik   |
| ---- | --------------------------------- | ---------- | ----------- | ------- |
| 2004 | Puchar świata w chodzie sportowym | Naumburg   | 42. miejsce | 1:35:25 |
| 2007 | Uniwersjada                       | Bangkok    | 14. miejsce | 1:45:07 |
| 2008 | Puchar świata w chodzie sportowym | Czeboksary | 31. miejsce | 1:35:01 |
| 2008 | Igrzyska olimpijskie              | Pekin      | 27. miejsce | 1:33:02 |
| 2009 | Mistrzostwa świata                | Berlin     | 27. miejsce | 1:38:12 |
| 2010 | Puchar świata w chodzie sportowym | Chihuahua  | 19. miejsce | 1:39:08 |
| 2010 | Igrzyska Wspólnoty Narodów        | Nowe Delhi | 2. miejsce  | 1:36:55 |
| 2011 | Mistrzostwa świata                | Taegu      | 21. miejsce | 1:34:46 |
| 2017 | Mistrzostwa świata                | Londyn     | 43. miejsce | 1:37:05 |